# Knisterrasseln
Trockenes Knisterrasseln, auch als Sklerophonie oder Sklerosiphonie bezeichnet, gehört zur Gruppe der pulmonalen Nebengeräusche. Es ist ein am Ende der Einatmung auftretendes (endinspiratorisches) Geräuschphänomen („Entfaltungsknistern“) und tritt vor allem in den unteren Lungenabschnitten auf und kann auf eine Lungenfibrose hinweisen.
Nicht zu verwechseln sind pathologische Atemgeräusche mit pulmonalen Nebengeräuschen.